# Claudia Umpiérrez
Claudia Inés Umpiérrez Rodríguez  (n. Pan de Azúcar, Maldonado, Uruguay; 6 de enero de 1983), conocida como Claudia Umpiérrez, es una ex árbitro uruguaya de fútbol de categoría FIFA y abogada de profesión.
Internacional desde el año 2010. Árbitra de primera categoría en Uruguay desde 2016, el 4 de septiembre, arbitró en Primera División, fue la primera mujer en la historia del fútbol uruguayo que consiguió la máxima categoría y arbitrar en ella.
Debido a su buen rendimiento en 2015, fue incluida en el top 10 anual de las mejores árbitras del mundo para la IFFHS.
Es sobrina del exfutbolista de la selección de Uruguay, Rubén Umpiérrez.

## Carrera

### Origen
Desde niña, Claudia jugó al fútbol en su ciudad natal, Pan de Azúcar. Se formó en una familia futbolera, ya que su padre es entrenador, su abuelo materno era árbitro y su tío fue un jugador de fútbol profesional que se destacó en Francia, Rubén "Pico" Umpiérrez.
Cuando Umpiérrez era una adolescente, con 16 años, su tía realizó un curso para ser árbitra, Claudia se entusiasmó y quiso inscribirse pero al ser menor de edad no pudo. Hasta que cumplió los 18 años y se mudó a la capital del país, Montevideo, para estudiar derecho, en ese momento escuchó en las noticias que se abrieron las inscripciones en la escuela de árbitros.
Sobre su decisión de involucrarse en el mundo del fútbol, recuerda:

«A mi padre no le gustaba. Él es entrenador y ve todo desde otro rol. Sabe que insultan a los árbitros. Él se enoja y les grita cualquier cosa. Yo le digo: `Papá, pensá que puedo ser yo`.

Como vieron que me gustaba, me apoyaron.»

En el año 2002, se abrió el curso para ser árbitro, Claudia se anotó y logró terminarlo en el año 2004. Luego finalizó su carrera universitaria y se recibió de abogada. Durante los siguientes años, ejerció ambas profesiones.

### Comienzos como árbitra internacional
A finales del año 2009, Umpiérrez fue aprobada como árbitra internacional FIFA. También fue ascendida de la tercera a la segunda categoría por el Colegio de Árbitros de Uruguay, con el mejor puntaje de todos sus colegas, tanto varones como mujeres. En el año siguiente tuvo su primera competición internacional, fue convocada para arbitrar en el Campeonato Sudamericano Femenino Sub-17 de 2010. Debutó a nivel internacional el 31 de enero de 2010, fue la árbitra del partido entre Brasil y Bolivia. Luego el 6 de febrero arbitró en la última fecha del Grupo A, esta vez jugaron Paraguay contra Bolivia. Debido al buen nivel mostrado, fue seleccionada para ser la árbitro del partido por el tercer puesto, el 11 de febrero en São Paulo, las selecciones del encuentro fueron Paraguay y Venezuela.
A finales de marzo del 2010, fue la árbitra designada para dirigir un partido de Tercera División, pero en el Estadio Centenario por primera vez, entre Peñarol y Defensor Sporting, junto a otras 3 árbitras, en un hecho inédito dirigieron 4 mujeres en el principal estadio del país, como parte de los festejos del mes de la mujer. Aunque para el partido, fueron obligadas por el Colegio de Árbitros a vestirse con shorts de varones, no con pollera pantalón.
Fue seleccionada como árbitra para la Copa Libertadores Femenina 2010. Debutó en la competición oficial internacional de clubes, el 4 de octubre de 2010, fue la árbitra en el partido de Everton contra UPI. El 10 de octubre arbitró el encuentro en que se enfrentaron Everton y Deportivo Florida. Debido al buen nivel que mostró, estuvo a cargo del partido entre Boca Juniors y Deportivo Quito, que definió el tercer puesto.
Para el Campeonato Sudamericano Femenino Sub-17 de 2012, fue incluida entre las árbitras de la competición. El 9 de marzo de 2012, en la apertura del Grupo B, cuando se enfrentaron Brasil y Paraguay, Claudia fue la árbitra. Luego impuso justicia el 13 de marzo, cuando Venezuela se enfrentó a Brasil. Debido a que la selección de Uruguay clasificó a las fases finales, Umpiérrez quedó sin poder ser elegible, debido a su nacionalidad uruguaya.
Fue seleccionada como árbitra para la Copa Mundial Femenina de Fútbol Sub-17 de 2012 que se realizó en Azerbaiyán. Debutó a nivel mundial en una competición oficial el 22 de septiembre de 2012, fue la árbitra en el partido inaugural del Mundial, entre Francia y Estados Unidos, sacó 2 tarjetas amarillas y empataron sin goles. Luego dirigió el último partido del Grupo A, entre Canadá y Azerbaiyán, sacó una tarjeta amarilla y las canadienses se impusieron por 1 a 0. Debido a sus buenas actuaciones, le fue adjudicado arbitrar una semifinal, se jugó el 9 de octubre entre Corea del Norte y Alemania, Umpiérrez mostró un cartón amarillo en todo el encuentro y ganaron las asiáticas por 2 a 1. Claudia terminó el Mundial Sub-17 con 3 presencias como árbitra, y 2 como cuarta árbitra.
Tuvo un gran 2012, realizó una prueba física y la aprobó, pero quedó en cuarto lugar a fin de año entre los árbitros de Segunda Categoría, y como había cupos para 3 ascensos a Primera Categoría, Umpiérrez no logró el gran salto.
El 6 de marzo de 2013 fue reconocida por su la ministra Liliam Kechichián, por ser de las pioneras en el arbitraje femenino internacional representando el país.
Para la Copa Mundial Femenina de Fútbol Sub-20 de 2014, que se realizó en Canadá, quedó como reserva de la árbitra argentina, por lo que no pudo actuar en el certamen mundial. Claudia no estaba en su plenitud física, debido a que a comienzos del año se convirtió en madre por primera vez y estuvo 1 año sin actividad.
En marzo del año siguiente, estuvo en la Copa de Algarve, como forma de preparación y evaluación para la Copa Mundial Femenina del mismo año. El 4 de marzo de 2015 fue árbitra del partido inaugural del torneo amistoso internacional de selecciones femeninas, jugaron Japón contra Dinamarca, sacó 2 tarjetas amarillas y ganaron las europeas por 2 a 1. El 9 de marzo arbitró el encuentro entre Noruega y Suiza, que luego de sacar 4 tarjetas amarillas, finalizó 2 a 2. Estuvo presente en la final, pero como cuarta árbitra, colaboró en el partido de Francia contra Estados Unidos.
Fue seleccionada como árbitra para la Copa Mundial Femenina de Fútbol de 2015, que se llevó a cabo en Canadá, tuvo su revancha y esta vez quedó entre las titulares. Su debut mundial oficial absoluto, se produjo el 8 de junio de 2015, en el Estadio de Winnipeg en Canadá ante más de 31.000 personas, fue la árbitra del partido que enfrentó a Estados Unidos contra Australia, sacó 3 tarjetas amarillas y ganó EE. UU. por 3 a 1. Volvió a ser la árbitra el 16 de junio en la última fecha del Grupo C, Suiza se enfrentó a Camerún, Umpierréz sacó 5 tarjetas amarillas y las africanas ganaron 2 a 1. Finalmente fue designada para arbitrar el partido de cuartos de final, entre Inglaterra y Canadá, se jugó el 24 de junio ante más de 54.000 espectadores en el Estadio BC Place de Vancouver, sacó 2 amarillas y perdieron los locales por 2 a 1. Además, Claudia estuvo en dos oportunidades como cuarta árbitra, una de ellas en la final de la Copa Mundial, partido en el que Estados Unidos venció a Japón y logró el título.
Sobre el estar presente en la final de la Copa del Mundo, Claudia recuerda:

«No lo podía creer, pensaba en todo lo que habíamos entrenado y en la familia. Entonces cuando salíamos a la cancha la asistente española me  decía: `Clau, no te rías más`. Es que realmente estaba feliz, no es que estaba fingiendo, incluso en algún momento del campeonato, en una devolución me habían dicho que era muy seria.»

Tras su experiencia mundial, regresó a Uruguay y su labor tuvo un impacto mediático, que dejó bien posicionadas a las mujeres.
El 24 de septiembre, recibió un reconocimiento de la Mesa Ejecutiva del fútbol femenino de la AUF, por su actuación internacional como árbitra.

### La primera árbitra profesional de Uruguay
Claudia realizó la prueba física de hombres, con la posibilidad de ascender desde segunda categoría de árbitros a la máxima en Uruguay y la aprobó.
El 29 de septiembre, arbitró por primera vez dos equipos profesionales masculinos, fue el primer partido de la Copa Suat por el centenario de Miramar Misiones, que enfrentó a Cerro Largo y Boston River.
Fue designada como árbitra para la Copa Libertadores Femenina 2015 que se realizó en Colombia. Claudia arbitró en 3 partidos, incluida la semifinal entre Colo Colo y UAI Urquiza.
Arbitró un amistoso internacional el 28 de noviembre, que se jugó en el Estadio Pacaembú de São Paulo, se enfrentaron las selecciones de Brasil y Nueva Zelanda, no tuvo la necesidad de sacar tarjetas y perdieron las sudamericanas por 1 a 0.
Logró ascender a la primera categoría el 30 de diciembre, el Colegio de Árbitros evaluó el año de Claudia y quedó en la máxima categoría de los árbitros en Uruguay. Fue la primera mujer de la historia en ser seleccionable para dirigir partidos en Primera y Segunda División profesional. Aunque antes ya estuvo presente una colega femenina, pero como asistente únicamente.
El 7 de enero de 2016, fue reconocida por la IFFHS entre las mejor árbitras del mundo del 2015, quedó en el puesto 10. Se convirtió en la primera sudamericana en aparecer en el top 10 de las cuatro ediciones que se realizaron, con 12 puntos.
Fue asignada como cuarta árbitra para el partido del tercer puesto de la Copa Suat 2016. El 15 de enero estuvo presente en el tercer puesto de la copa de verano, fue la cuarta árbitra del partido entre Argentinos Juniors y Defensor Sporting, en el Estadio Luis Franzini, ganó Defensor por 1 a 0.
En la primera fecha de los campeonatos uruguayos, Claudia estuvo como asesora de partidos en juveniles. Para la jornada siguiente, fue designada para ser la cuarta árbitra en un partido de Primera División, entre Plaza Colonia y Liverpool, además como asesora en los partidos de El Tanque Sisley contra Peñarol, de Tercera y Primera División. Para la fecha 3, nuevamente fue la cuarta árbitra de un partido de Primera, entre Rentistas y Cerro, además fue asesora de los encuentros entre Liverpool y Juventud, tanto en Primera como Tercera División, entre semana asesoró en juveniles.
El 24 de febrero, fue designada por el colegio de árbitros para ser árbitra en la fecha 1 de la segunda rueda de Segunda División, en un partido entre Central Español y Tacuarembó.
Trascendió la noticia, el 1 de marzo, que el presidente de Peñarol, Juan Pedro Damiani, invitaría a Claudia para el partido inaugural del estadio del club, como reconocimiento al mes de la mujer.
Umpiérrez, hizo historia el 5 de marzo de 2016, se convirtió en la primera mujer en dirigir un partido profesional oficial en Uruguay. Impartió justicia en el Parque Palermo ante unas 400 personas, jugaron Central Español contra Tacuarembó en la fecha 1 de la segunda rueda de la Segunda División. Claudia, con 33 años y 59 días, tuvo su primera experiencia profesional oficial, sobre ella contó:

«Me sentí bien, muy contenta. Tuve un lindo recibimiento de parte de los jugadores, colaboraron en todo momento, así que contenta y feliz de ya haber pasado los 90 minutos.»

Su segundo encuentro, lo arbitró el 19 de marzo, se enfrentaron Torque y Cerro Largo en el Nasazzi, sacó 7 tarjetas amarillas y una roja.
El 28 de marzo, fue la cuarta árbitra del partido inaugural del Estadio Campeón del Siglo, entre Peñarol y River Plate, encuentro que finalizó 4 a 1 a favor de los carboneros.
A finales del mes de abril, viajó a Miami a realizar un seminario FIFA y una prueba física. Superó la prueba y fue designada como árbitra para los Juegos Olímpicos de Río de Janeiro 2016 en el campeonato de fútbol femenino.
Debutó en los JJOO el 6 de agosto, arbitró el choque entre Estados Unidos y Francia, por la fase de grupos, sacó una tarjeta amarilla a cada selección y ganaron las estadounidenses 1 a 0. Luego volvió a tener otra oportunidad, el 12 de agosto en cuartos de final, impartió justicia en el encuentro entre Canadá y Francia, que finalizó 1 a 0 a favor de las norteamericanas.
Claudia estuvo como árbitra central 2 veces, y en una oportunidad como cuarta árbitra en los Juegos Olímpicos de Río de Janeiro 2016.
El 31 de agosto, fue seleccionada por el Colegio de Árbitros para dirigir por primera vez un partido de Primera División en Uruguay.
Marcó historia el 4 de septiembre de 2016, por primera vez una mujer fue la árbitra central de un partido de Primera División uruguaya. Impartió justicia en el partido entre River Plate y Boston River, en el Parque Saroldi.
El 26 de diciembre, fue reconocida por segundo año por la IFFHS como una de las mejores árbitras del mundo, esta vez quedó en el puesto 11.
El sábado 21 de setiembre de 2019, la Dra. Umpiérrez arbitra a un grande del futbol uruguayo por primera vez de manera oficial, en el partido Juventud de las Piedras enfrentando a Peñarol, encuentro que terminó 1 a 1.

## Estadísticas
La Dra. Claudia Umpiérrez ha arbitrado en las siguientes competiciones:
En cursiva las competiciones no oficiales.
- Campeonato Sudamericano Femenino Sub-17 de 2010
- Copa Libertadores Femenina 2010
- Campeonato Sudamericano Femenino Sub-17 de 2012
- Copa Mundial Femenina Sub-17 de 2012
- Copa de Algarve 2015
- Copa Mundial Femenina de Fútbol de 2015
- Copa Suat 2015
- Copa Libertadores Femenina 2015
- Campeonato Uruguayo de Segunda División 2015-16
- Juegos Olímpicos de Río de Janeiro 2016
- Campeonato Uruguayo 2016

| Detalles de partidos internacionales de selecciones | Detalles de partidos internacionales de selecciones | Detalles de partidos internacionales de selecciones | Detalles de partidos internacionales de selecciones | Detalles de partidos internacionales de selecciones | Detalles de partidos internacionales de selecciones      | Detalles de partidos internacionales de selecciones | Detalles de partidos internacionales de selecciones | Detalles de partidos internacionales de selecciones | Detalles de partidos internacionales de selecciones | Detalles de partidos internacionales de selecciones         |
| N.º                                                 | Selecciones                                         | Resultado                                           | Fecha                                               | Lugar                                               | Competencia                                              |                                                     |                                                     |                                                     | Penaltis                                            | Ref.                                                        |
| --------------------------------------------------- | --------------------------------------------------- | --------------------------------------------------- | --------------------------------------------------- | --------------------------------------------------- | -------------------------------------------------------- | --------------------------------------------------- | --------------------------------------------------- | --------------------------------------------------- | --------------------------------------------------- | ----------------------------------------------------------- |
| 1                                                   | Japón vs. Dinamarca                                 | 1:2 (1:1)                                           | 4 de marzo de 2015                                  | Parchal Portugal                                    | Copa de Algarve 2015 Amistoso                            | x2                                                  | 0                                                   | 0                                                   | 0                                                   | 1                                                           |
| 2                                                   | Noruega vs. Suiza                                   | 2:2 (0:0)                                           | 9 de marzo de 2015                                  | Albufeira Portugal                                  | Copa de Algarve 2015 Amistoso                            | x4                                                  | 0                                                   | 0                                                   | 0                                                   | 2                                                           |
| 3                                                   | Estados Unidos vs. Australia                        | 3:1 (1:1)                                           | 8 de junio de 2015                                  | Winnipeg · Canadá                                   | Fase de grupos Copa Mundial Femenina 2015                | x2                                                  | 0                                                   | 0                                                   | 0                                                   | 3 Archivado el 10 de julio de 2017 en Wayback Machine.      |
| 4                                                   | Suiza vs. Camerún                                   | 1:2 (1:0)                                           | 16 de junio de 2015                                 | Edmonton · Canadá                                   | Fase de grupos Copa Mundial Femenina 2015                | x5                                                  | 0                                                   | 0                                                   | 0                                                   | 4 Archivado el 28 de diciembre de 2017 en Wayback Machine.  |
| 5                                                   | Inglaterra vs. Canadá                               | 2:1 (2:1)                                           | 27 de junio de 2015                                 | Vancouver · Canadá                                  | Cuartos de final Copa Mundial Femenina 2015              | x2                                                  | 0                                                   | 0                                                   | 0                                                   | 5 Archivado el 4 de marzo de 2016 en Wayback Machine.       |
| 6                                                   | Brasil vs. Nueva Zelanda                            | 0:1 (0:1)                                           | 28 de noviembre de 2015                             | São Paulo · Brasil                                  | Amistoso                                                 | 0                                                   | 0                                                   | 0                                                   | 0                                                   | 6                                                           |
| 7                                                   | Estados Unidos vs. Francia                          | 1:0 (0:0)                                           | 6 de agosto de 2016                                 | Belo Horizonte · Brasil                             | Fase de grupos Juegos Olímpicos de Río de Janeiro 2016   | x2                                                  | 0                                                   | 0                                                   | 0                                                   | 7 Archivado el 16 de septiembre de 2016 en Wayback Machine. |
| 8                                                   | Canadá vs. Francia                                  | 1:0 (0:0)                                           | 12 de agosto de 2016                                | São Paulo · Brasil                                  | Cuartos de final Juegos Olímpicos de Río de Janeiro 2016 | x4                                                  | 0                                                   | 0                                                   | 0                                                   | 8 Archivado el 16 de septiembre de 2016 en Wayback Machine. |

## Vida personal
Cuando comenzó la carrera de árbitra, en el año 2002, conoció a Gabriel Popovitz, un estudiante de la misma carrera pero de segundo año. En ese entonces los dos estaban casados, por lo que se hicieron amigos. Pero tiempo después, ya divorciados, se reencontraron, esta vez como árbitros en ejercicio, y posteriormente se casaron. El 26 de enero de 2014, nació su primera hija, Naomi. La maternidad no impidió que Claudia continuara con el arbitraje.
Umpiérrez reconoció que los insultos que ha recibido como árbitra en las divisiones juveniles, han sido en mayoría de mujeres. También contó que en la Segunda División Amateur ha encontrado los partidos más difíciles de dirigir, ya que son en su mayoría jugadores profesionales.
Actualmente trabaja en el Banco de Seguros del Estado, y ocasionalmente ejerce como particular su profesión de abogada.

## Reconocimientos
| Distinción                                                       | Año  |
| ---------------------------------------------------------------- | ---- |
| Parte de las mejores árbitras del año para la IFFHS (puesto 10)  | 2015 |
| Deportista Excepcional para la Junta Departamental de Montevideo | 2016 |
| Parte de las mejores árbitras del año para la IFFHS (puesto 11)  | 2016 |